# Guarapes
Guarapes  é um bairro localizado na zona oeste da cidade de Natal, capital do estado do Rio Grande do Norte. Seu nome advém de um afluente do rio Potengi, o rio Guarapes.

## Saúde e educação
No bairro estão duas escolas públicas de ensino fundamental, dois centros de educação infantil, uma unidade do CRAS e uma Unidade de Saúde Básica da Família.

## Bairros vizinhos
Planalto, Guarapes (Macaíba), Filipe